# Ctenocheles
Ctenocheles is een geslacht van kreeftachtigen uit de klasse van de Malacostraca (hogere kreeftachtigen).

## Soorten
- Ctenocheles balssi Kishinouye, 1926
- Ctenocheles collini Ward, 1945
- Ctenocheles holthuisi Rodrigues, 1978
- Ctenocheles leviceps Rabalais, 1979
- Ctenocheles maorianus Powell, 1949
- Ctenocheles serrifrons Le Loeuff & Intes, 1974